# The Godfather (wrestling)
Charles Wright (født 16. maj 1961) er en amerikansk tidligere wrestler. Han er bedst kendt for sine figurer i World Wrestling Federation i 1990'erne og 2000'erne, under navne som Papa Shango, Kama, Kama Mustafa, The Godfather og The Goodfather.    
Som the Godfather var han WWF Intercontinental Champion og WWF Tag Team Champion (med Bull Buchanan). 
Wright var mest succesfuld under den enormt populære persona af The Godfather. Godfather-karakteren blev konstant omgivet af "ho's" - kayfabe-piger fra lokale stripp-klubber, men ofte (dog langt fra altid)  legitime håbefulde wrestlers (Lisa Marie Varon, alias Victoria, og Amy Dumas, alias Lita, var de bedst kendte wrestlers, der spillede rollen). Han ville tilbyde sine modstandere retten til at bruge disse piger til "ethvert formål", hvis de tabte kampene mod ham. 
Wright blev indført i WWE Hall of Fame den 2. april 2016 under hans Godfather-gimmick.